# Roberta Meneghel
Roberta Meneghel (Cantù, 3 maggio 1977) è un'ex cestista e dirigente sportiva italiana.

## Carriera

### Nei club
Nel 2012-13 con la Reyer Venezia ha vinto il Girone Nord con due turni di anticipo ed è stata promossa in A1, per poi conquistare anche la Coppa Italia di categoria.

### In Nazionale
Nel 2009 ha preso parte all'Europeo con la Nazionale italiana.
Il 2 luglio 2009 vince la medaglia d'oro ai Giochi del Mediterraneo di Pescara con la maglia della Nazionale italiana.

## Statistiche

### Presenze e punti nei club
Statistiche aggiornate al 10 luglio 2011
| Stagione        | Squadra              | Competizione | Partite | Partite | Partite | Statistiche tiro | Statistiche tiro | Statistiche tiro | Altre statistiche | Altre statistiche | Altre statistiche | Altre statistiche | Altre statistiche |
| Stagione        | Squadra              | Competizione | Pres.   | Titol.  | Minuti  | Tiri da 2        | Tiri da 3        | Liberi           | Rimb.             | Assist            | Rubate            | Stopp.            | Punti             |
| --------------- | -------------------- | ------------ | ------- | ------- | ------- | ---------------- | ---------------- | ---------------- | ----------------- | ----------------- | ----------------- | ----------------- | ----------------- |
| 2003-2004       | Acer Priolo          | Serie A1     | 30      |         | 763     | 44/88            | 37/97            | 36/51            | 82                | 14                | 27                | 0                 | 295               |
| 2004-2005       | Acer Priolo          | Serie A1     | 27      |         | 859     | 42/93            | 39/95            | 53/64            | 113               | 30                | 46                | 0                 | 254               |
| 2005-2006       | Acer Priolo          | Serie A1     | 42      | 39      | 1395    | 71/122           | 64/145           | 61/90            | 140               | 44                | 71                | 0                 | 395               |
| 2006-2007       | Trogylos Priolo      | Serie A1     | 37      | 36      | 1214    | 59/108           | 52/119           | 68/93            | 107               | 34                | 52                | 2                 | 342               |
| 2007-2008       | Acer Priolo          | Serie A1     | 29      | 17      | 793     | 34/64            | 30/91            | 33/51            | 77                | 22                | 41                | 3                 | 191               |
| 2008-2009       | Acer Erg Priolo      | Serie A1     | 19      | 3       | 413     | 17/41            | 16/32            | 12/15            | 50                | 11                | 17                | 0                 | 94                |
| 2009-2010       | Erg Power&Gas Priolo | Serie A1     | 29      | 4       | 824     | 43/88            | 42/88            | 68/85            | 79                | 14                | 35                | 2                 | 280               |
| 2010-2011       | Umana Venezia        | Serie A1     | 27      | 6       | 439     | 9/30             | 21/50            | 22/28            | 45                | 15                | 26                | 0                 | 103               |
| 2011-2012       | Reyer Venezia        | Serie B      |         |         |         |                  |                  |                  |                   |                   |                   |                   |                   |
| 2012-2013       | Reyer Venezia        | Serie A2     |         |         |         |                  |                  |                  |                   |                   |                   |                   |                   |
| Totale carriera |                      |              |         |         |         |                  |                  |                  |                   |                   |                   |                   |                   |

### Cronologia presenze e punti in Nazionale
| Cronologia completa delle presenze e dei punti in Nazionale - Italia | Cronologia completa delle presenze e dei punti in Nazionale - Italia | Cronologia completa delle presenze e dei punti in Nazionale - Italia | Cronologia completa delle presenze e dei punti in Nazionale - Italia | Cronologia completa delle presenze e dei punti in Nazionale - Italia | Cronologia completa delle presenze e dei punti in Nazionale - Italia | Cronologia completa delle presenze e dei punti in Nazionale - Italia | Cronologia completa delle presenze e dei punti in Nazionale - Italia |
| Data                                                                 | Città                                                                | In casa                                                              | Risultato                                                            | Ospiti                                                               | Competizione                                                         | Punti                                                                | Note                                                                 |
| -------------------------------------------------------------------- | -------------------------------------------------------------------- | -------------------------------------------------------------------- | -------------------------------------------------------------------- | -------------------------------------------------------------------- | -------------------------------------------------------------------- | -------------------------------------------------------------------- | -------------------------------------------------------------------- |
| 26/05/2009                                                           | Alba Adriatica                                                       | Italia                                                               | 60 - 64                                                              | Grecia                                                               | Amichevole                                                           | 5                                                                    | [ 6 ]                                                                |
| 29/05/2009                                                           | Porto San Giorgio                                                    | Italia                                                               | 75 - 71                                                              | Serbia                                                               | Amichevole                                                           | 2                                                                    | [ 7 ]                                                                |
| 30/05/2009                                                           | Porto San Giorgio                                                    | Italia                                                               | 63 - 67                                                              | Grecia                                                               | Amichevole                                                           | 2                                                                    | [ 8 ]                                                                |
| 08/06/2009                                                           | Valmiera                                                             | Italia                                                               | 75 - 64                                                              | Israele                                                              | EuroBasket 2009 - Prima fase                                         | 2                                                                    | [ 9 ]                                                                |
| 09/06/2009                                                           | Valmiera                                                             | Italia                                                               | 67 - 58                                                              | Bielorussia                                                          | EuroBasket 2009 - Prima fase                                         | 0                                                                    | [ 10 ]                                                               |
| 12/06/2009                                                           | Riga                                                                 | Turchia                                                              | 64 - 59                                                              | Italia                                                               | EuroBasket 2009 - Seconda fase                                       | 2                                                                    | [ 11 ]                                                               |
| 14/06/2009                                                           | Riga                                                                 | Russia                                                               | 67 - 59                                                              | Italia                                                               | EuroBasket 2009 - Seconda fase                                       | 0                                                                    | [ 12 ]                                                               |
| 16/06/2009                                                           | Riga                                                                 | Italia                                                               | 72 - 58                                                              | Lituania                                                             | EuroBasket 2009 - Seconda fase                                       | 0                                                                    | [ 13 ]                                                               |
| 17/06/2009                                                           | Riga                                                                 | Spagna                                                               | 61 - 42                                                              | Italia                                                               | EuroBasket 2009 - Quarti di finale                                   | 0                                                                    | [ 14 ]                                                               |
| 19/06/2009                                                           | Riga                                                                 | Italia                                                               | 68 - 66 dts                                                          | Lettonia                                                             | EuroBasket 2009 - Semifinale 5º posto                                | 3                                                                    | [ 15 ]                                                               |
| 20/06/2009                                                           | Riga                                                                 | Grecia                                                               | 60 - 56                                                              | Italia                                                               | EuroBasket 2009 - Finale 5º posto                                    | 0                                                                    | [ 16 ]                                                               |
| 28/06/2009                                                           | Ortona                                                               | Italia                                                               | 118 - 35                                                             | Albania                                                              | G. Mediterraneo 2009 - Fase a gironi                                 | 5                                                                    | [ 17 ]                                                               |
| 29/06/2009                                                           | Ortona                                                               | Italia                                                               | 71 - 89                                                              | Croazia                                                              | G. Mediterraneo 2009 - Fase a gironi                                 | 10                                                                   | [ 18 ]                                                               |
| 30/06/2009                                                           | Pescara                                                              | Italia                                                               | 63 - 60                                                              | Grecia                                                               | G. Mediterraneo 2009 - Semifinale                                    | 3                                                                    | [ 19 ]                                                               |
| 02/07/2009                                                           | Pescara                                                              | Italia                                                               | 70 - 54                                                              | Serbia                                                               | G. Mediterraneo 2009 - Finale                                        | 3                                                                    | [ 20 ]                                                               |
| 28/05/2011                                                           | Taranto                                                              | Italia                                                               | 63 - 42                                                              | Svezia                                                               | Amichevole                                                           | 0                                                                    | [ 21 ]                                                               |
| 04/06/2011                                                           | Taranto                                                              | Italia                                                               | 76 - 55                                                              | Serbia                                                               | Qual. Euro 2011 - Additional T.                                      | 0                                                                    | [ 22 ]                                                               |
| 07/06/2011                                                           | Taranto                                                              | Italia                                                               | 68 - 46                                                              | Belgio                                                               | Qual. Euro 2011 - Additional T.                                      | 3                                                                    | [ 23 ]                                                               |
| 08/06/2011                                                           | Taranto                                                              | Italia                                                               | 76 - 60                                                              | Romania                                                              | Qual. Euro 2011 - Additional T.                                      | 7                                                                    | [ 24 ]                                                               |
| Totale                                                               |                                                                      | Presenze                                                             | 19                                                                   |                                                                      | Punti                                                                | 47                                                                   |                                                                      |

## Palmarès
- Giochi del Mediterraneo: 1
Nazionale italiana: Italia 2009.
- Campionato italiano di Serie A2: 1
Reyer Venezia: 2012-2013
- Coppa Italia di Serie A2: 1
Reyer Venezia: 2013.